# Marco Zanetti

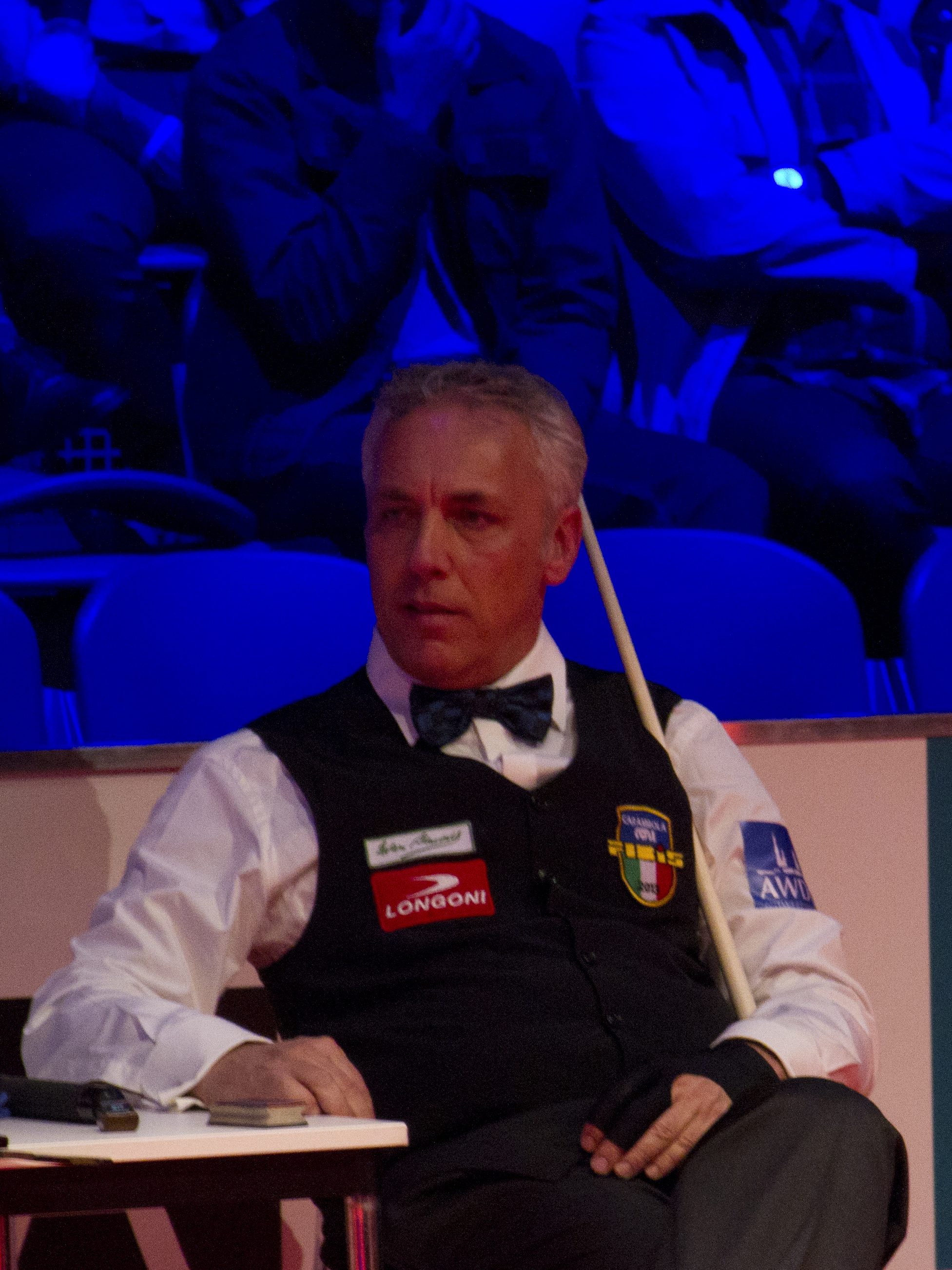
Marco Zanetti

Marco Zanetti (Bozen, 10 april 1962) is een Italiaanse carambolebiljarter die gespecialiseerd is in driebanden. Hij won het wereldkampioenschap driebanden in 2002 en 2008. 

## Carrière
Zanetti begon met biljarten op 7-jarige leeftijd. Daarbij had hij een stoel nodig om te spelen. Zijn vader was voorzitter van de biljartkring in Bolzano. Op 15-jarige leeftijd behaalde de zoon zijn eerste Italiaanse titel, in het libre.
In 1997 en 2000 eindigde hij als derde op het wereldkampioenschap driebanden. In 2001 verloor hij in de finale van Raymond Ceulemans. In 2002 won hij de titel door in de finale Dion Nelin te verslaan. In 2003 eindigde hij op een gedeelde derde plaats. 
Hij werd voor de tweede keer wereldkampioen in 2008 in Sankt Wendel door in de finale de favoriet Torbjörn Blomdahl (die als enige in de kwart- en halve finale een moyenne boven 2 haalde) met 3-2 te verslaan. Zanetti behaalde in de finale een moyenne van 1,87 en Blomdahl 1,63.
Hij is tot nu toe de enige Italiaan die ooit wereldkampioen driebanden is geworden. Zijn hoogste serie in een partij is 19 en zijn hoogste partijgemiddelde is 5,555 (50 punten in 9 beurten). 